# فيلما نينجانجا
فيلما نينجانجا (بالبرتغالية: Vilma Nenganga) مواليد 12 سبتمبر 1996، هي لاعبة كرة يد أنغولية. مثلت منتخب أنغولا لكرة اليد للسيدات.

## روابط خارجية
- هذه المقالة غير مرتبط بويكي بيانات